# Christina Dietrich
Christina Dietrich (* 1984 in Groß-Gerau) ist eine deutsche Fernsehmoderatorin und -journalistin. 

## Leben und Wirken
Christina Dietrich studierte Politikwissenschaft an der TU Darmstadt (Bachelor of Arts) und Journalismus an der Universität Mainz (Master of Arts). Von 2008 bis 2010 absolvierte sie ein trimediales Volontariat beim SWR. Seit 2010 arbeitet sie als Reporterin, seit Dezember 2011 als Moderatorin für „SWR Aktuell Rheinland-Pfalz“ (früher Landesschau aktuell).
| Personendaten    | Personendaten                         |
| ---------------- | ------------------------------------- |
| NAME             | Dietrich, Christina                   |
| KURZBESCHREIBUNG | deutsche Journalistin und Moderatorin |
| GEBURTSDATUM     | 1984                                  |
| GEBURTSORT       | Groß-Gerau                            |